# Steblewo
Steblewo (niem. Stüblau) – wieś w Polsce położona w województwie pomorskim, w powiecie gdańskim, w gminie Suchy Dąb na obszarze Żuław Gdańskich. Ośrodek produkcji wikliniarskiej. Od nazwy wsi wywodzi się nazwa południowo-wschodniego obszaru Żuław Gdańskich – „Żuławy Steblewskie”.
Wieś należąca do Żuław Steblewskich terytorium miasta Gdańska położona była w drugiej połowie XVI wieku w województwie pomorskim. W latach 1975–1998 miejscowość administracyjnie należała do województwa gdańskiego.
Siedziba klubu sportowego Wisła Steblewo.

## Historia
Pierwsze historyczne wzmianki o miejscowości pochodzą z 1298, z okresu przed opanowaniem Pomorza Gdańskiego przez Krzyżaków. Istniała tu przeprawa promowa przez Wisłę. Ponownej lokacji wsi dokonał w 1343 wielki mistrz zakonu Ludolf König von Wattzau. 20 lutego 1454 miała tu miejsce jedna z bitew wojny trzynastoletniej. Od II pokoju toruńskiego w 1466 stanowiła własność gdańszczan. Podczas wojen szwedzkich wieś została wielokrotnie złupiona i podpalona przez wojska szwedzkie. 
W efekcie I rozbioru Polski w 1772 Steblewo znalazło się w zaborze pruskim.
W okresie od 15 listopada 1920 do 1 września 1939 wieś znajdowała się na terytorium Wolnego Miasta Gdańsk. Do 1945 funkcjonowała tu przeprawa promowa do Palczewa. Po II wojnie światowej Steblewo wróciło do Polski.

## Zabytki
Według rejestru zabytków NID na listę zabytków wpisane są:
- ruina kościoła z XIV-XV w., nr rej.: 487 z 30.05.1972
- pomennonicki murowano-szachulcowy dom podcieniowy nr 23 z k. XVIII w., nr rej.: 176 z 16.12.1961
- pomennonicki murowano-szachulcowy dom podcieniowy nr 37 (dec. 29) z 2 poł. XVIII w., nr rej.: 175 z 16.12.1961.

Ruiny kościoła gotyckiego zbudowanego przez Krzyżaków w XIV wieku. Od 1584 do 1945 świątynia była kościołem ewangelickim z prawem patronatu miasta Gdańska. Częściowo zniszczona przez Szwedów w 1628, odbudowana została za pieniądze gdańszczan. Przez kolejne stulecia, ze względu na urokliwą formę i otoczenie, stanowiła częsty temat prac malarskich i widokówek. W 1945 spalona przez Armię Czerwoną w czasie walk lub już po przejściu frontu. Zachowały się mury zewnętrzne oraz część masywnej wieży frontowej z kilkuuskokowym portalem, a także zabytkowy cmentarz przykościelny ze stellami nagrobnymi z XVIII i XIX wieku. W ostatnich latach uporządkowano otoczenie świątyni i wyremontowano pobliską kaplicę grobową rodziny Wessel, pełniącą obecnie funkcję lapidarium.

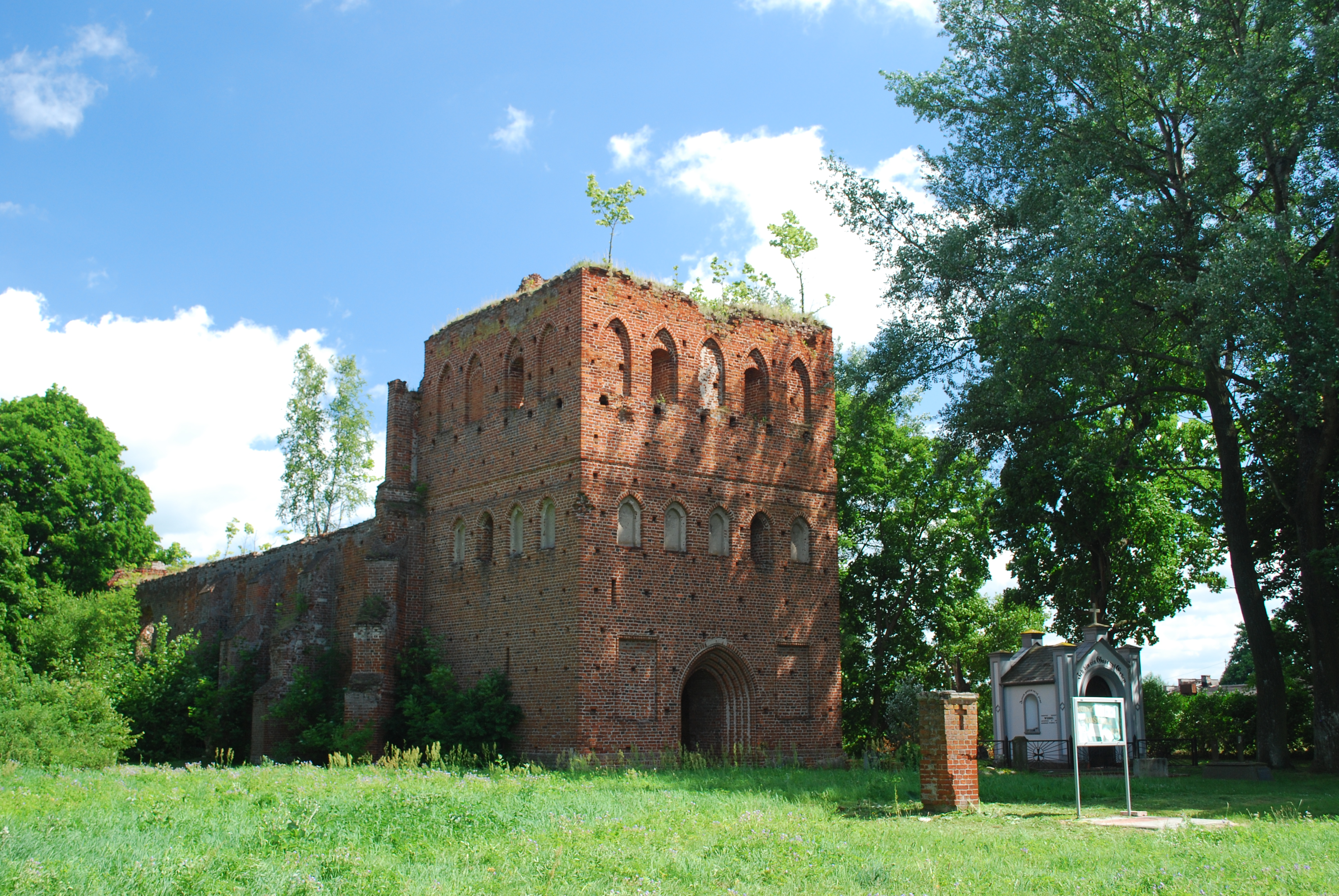
Ruiny gotyckiego kościoła
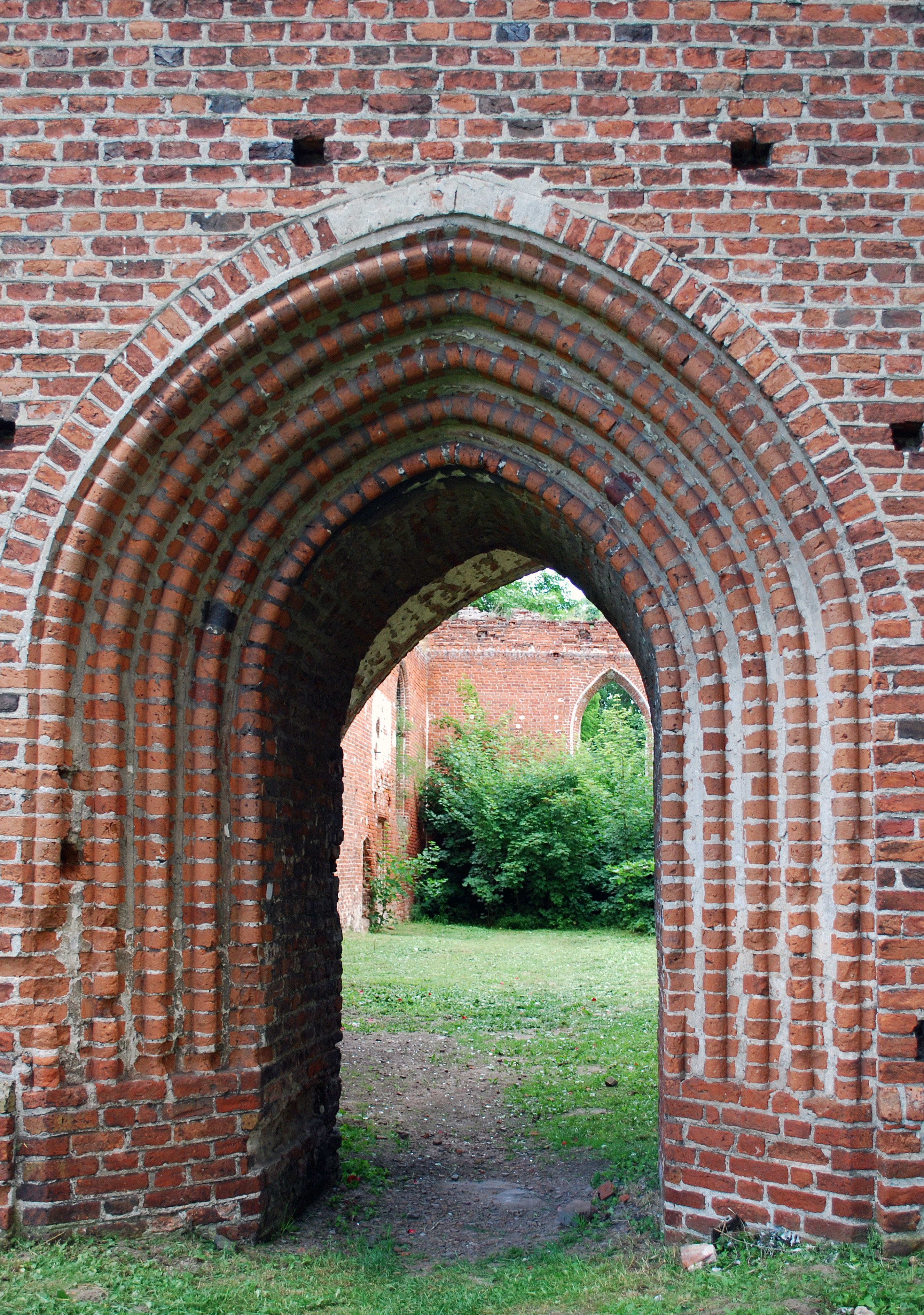
Ruiny kościoła
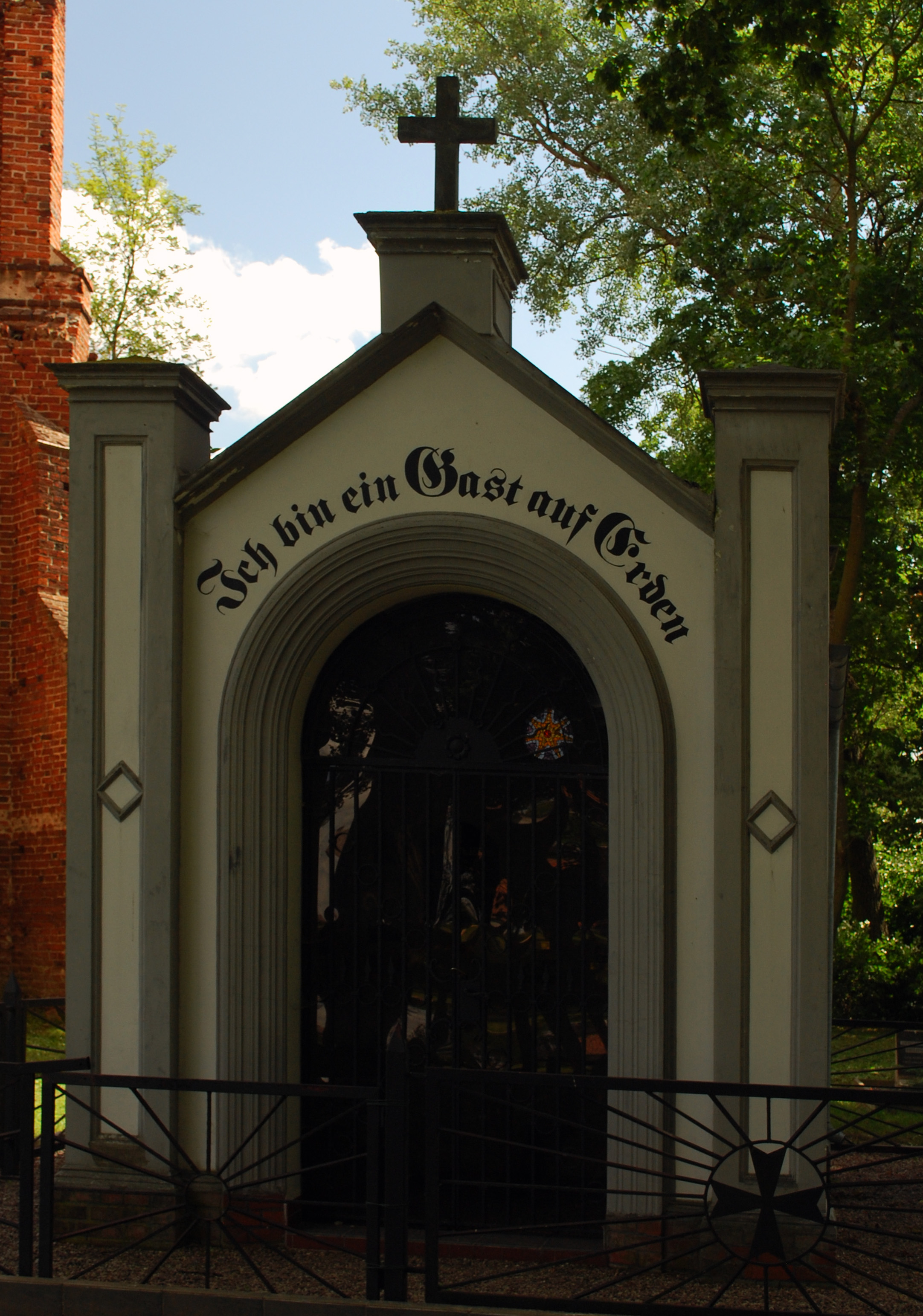
Kaplica grobowa
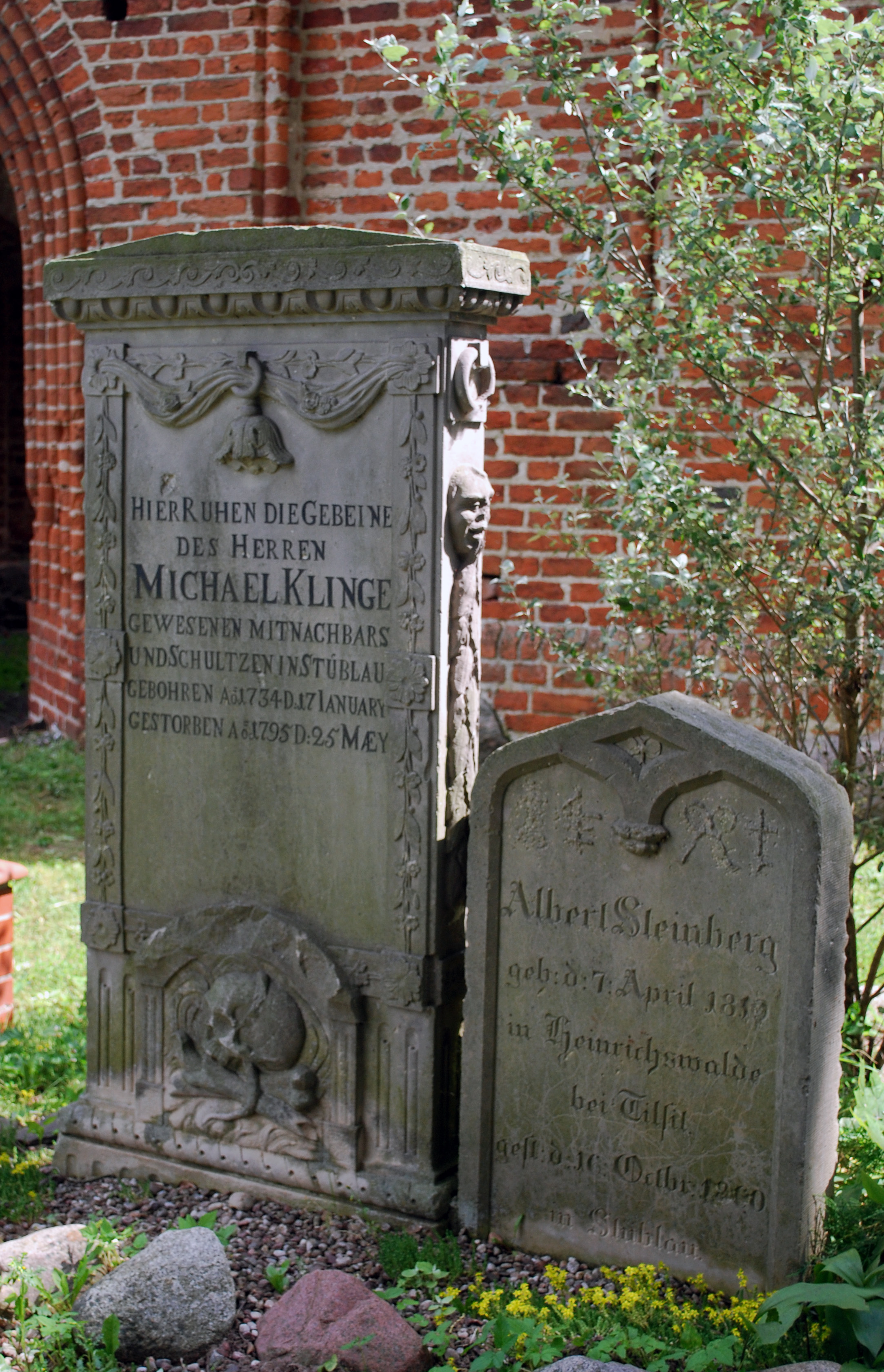
Groby mennonickie
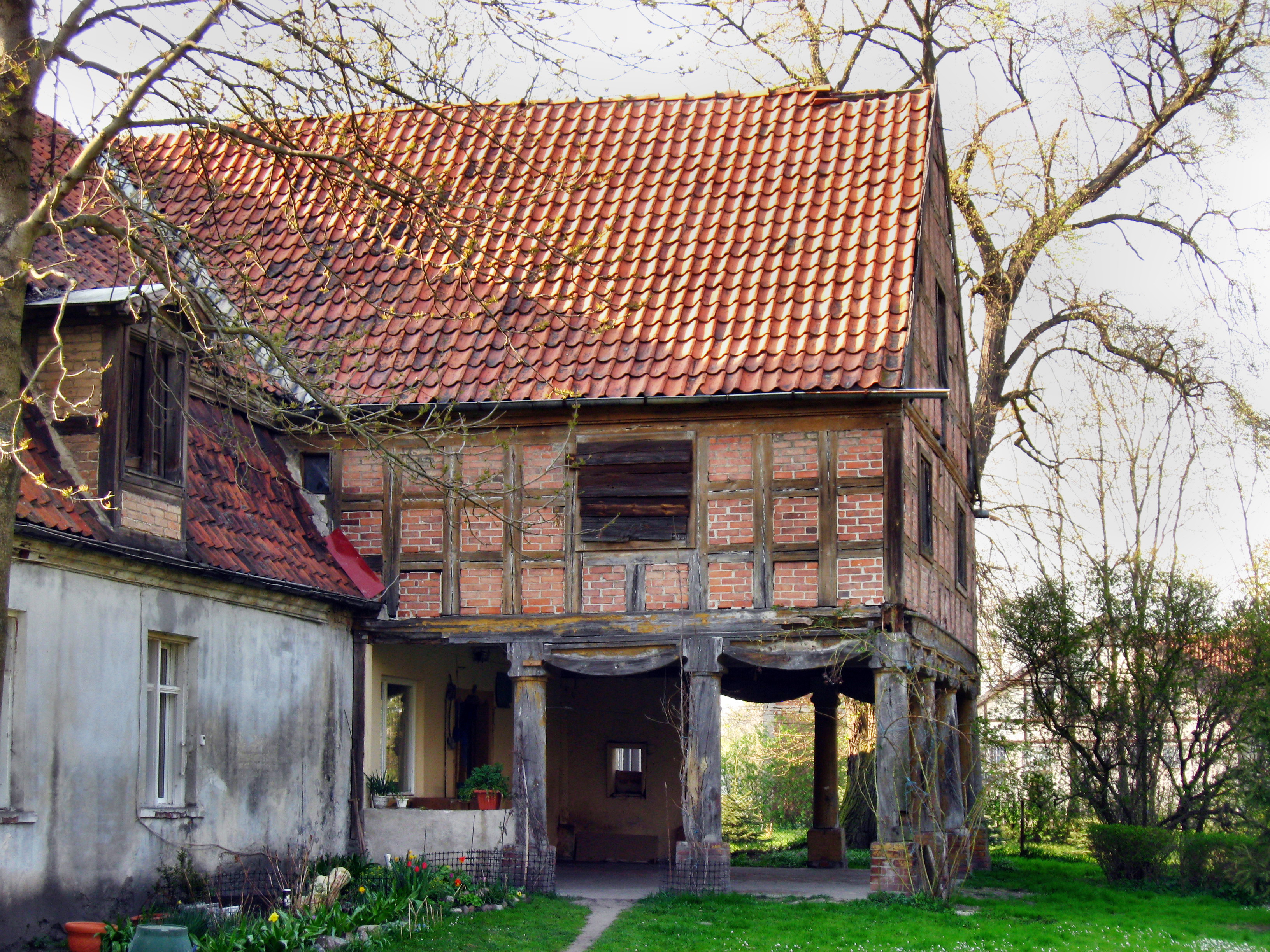
Pomennonicki dom podcieniowy nr 37